# Tricholoma joachimii
Tricholome de Joachim
Espèce
Synonymes
- Tricholoma fucatum (E.M. Fries) P. Kummer sensu Joachim, 1984[1]

Tricholoma joachimii, le Tricholome de Joachim, est une espèce de champignons (Fungi) Basidiomycètes du genre Tricholoma. Il produit un sporophore de taille moyenne à grande, robuste, comportant un chapeau de couleurs miel à brun jaunâtre, aux lames blanches porté par pied mèchuleux. Cette espèce européenne forme des ectomycorhizes avec les Pins.

## Taxonomie
Ce taxon est présenté à la Société mycologique de France par Mr Joachim en 1930 à partir d'exemplaires récoltés en Haute-Loire. Une aquarelle et une diagnose sont publiées sous le nom Tricholoma fucatum Fries. En 1985, les mycologues italien Alfredo Riva et français Marcel Bon reprennent cette description et spécifient ce taxon tout en rendant hommage à celui qu'ils considèrent comme son premier descripteur.

## Systématique
T. joachimii est classé au sein du genre Tricholoma à cause de son sporophore charnu à silhouette conique-obtuse, dite « tricholomatoïde », dont le pied et le chapeau ombiliqué ne sont pas séparables. Sa chair est principalement blanche et immuable et ses lamelles sont échancrées et sa sporée est blanche. Il appartient au sous-genre Tricholoma de par les squamules de son chapeau. Il est intégré au sein de la section nommée Equestria par les mycologues français et italiens ou Tricholoma par les anglo-saxons, aux côtés de Tricholoma equestre et Tricholoma sejunctum à cause de ses teintes jaunâtres et de son chapeau généralement aplati.

## Description

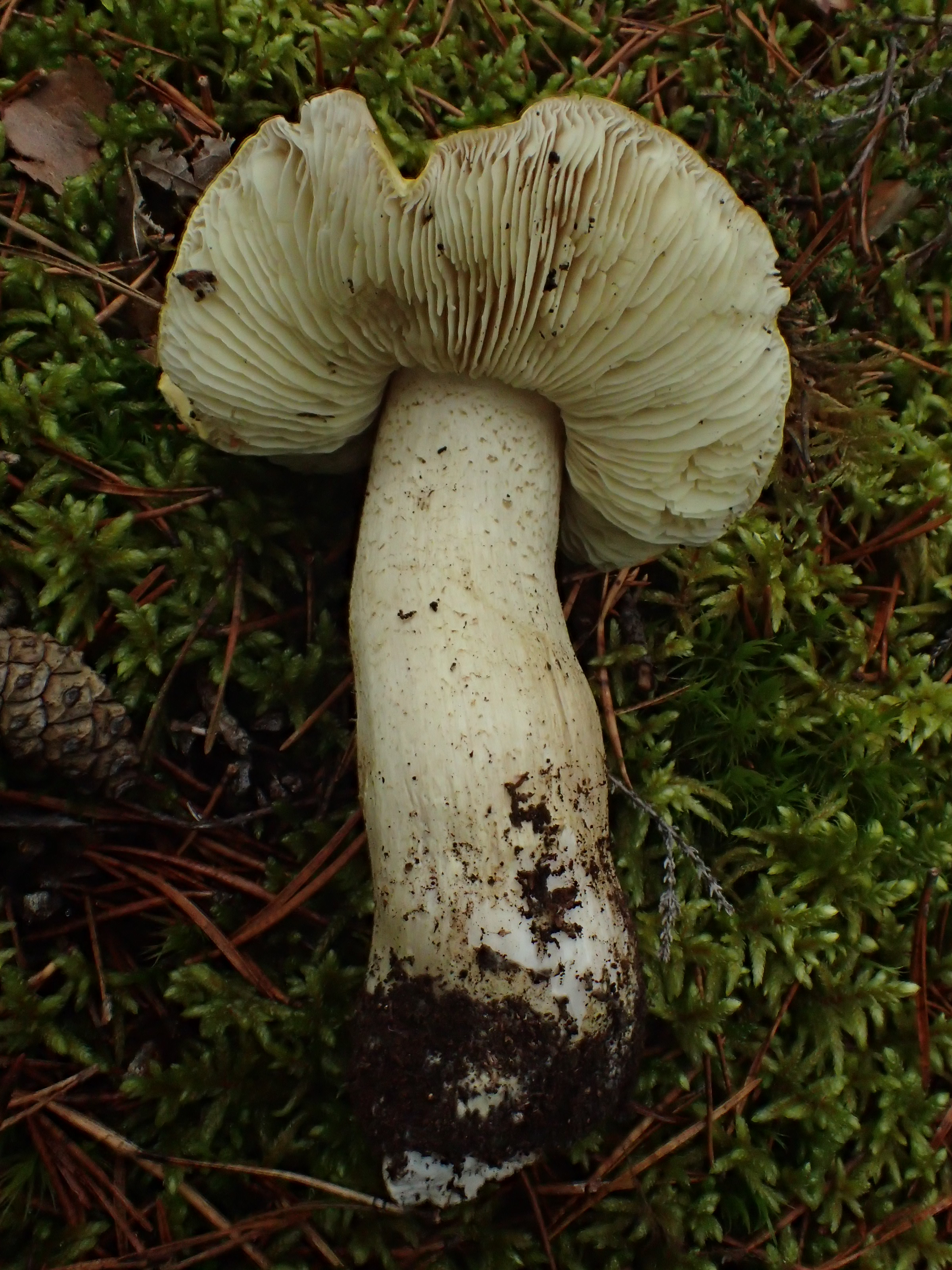
Tricholoma joachimii (Haute-Loire, France)

Le sporophore de Tricholoma joachimii présente un chapeau de 50 à 120 mm de diamètre, convexe à aplati, parfois avec un umbo bas et large. Sa texture est sèche à légèrement visqueuse et sa couleur de fond miel, curry à brun jaunâtre, plus pâle dans la zone marginale, souvent couvert d'écailles appariées brun orangé à brun olivâtre, surtout dans la partie centrale. Ses lames sont échancrées, moyennement larges, moyennement espacées à assez serrées, blanchâtres à crème pâle, principalement à bords entiers. Son pied mesure de 40 à 80 mm de long pour 12 à 30 mm de large. Il est en forme de cylindre, de massue voire de bulbe ; sa partie supérieure est blanchâtre alors que sa partie inférieure est jaunâtre et de nombreuses mèches plus sombres couvrent sa cuticule. Sa chair est blanche. Ce champignon présente une odeur faiblement farineuse et une saveur douce à amère,.
Ses spores mesurent de 4,9 à 7,9 μm de long pour 3,3 à 5,9 μm de large, principalement elliptiques et lisses. Ses basides portent 4 spores et mesurent de 25 à 40 μm de long pour 7 à 8 μm de large. Ses hyphes mesurent de 40 à 60 μm de long pour de 3 à 7 μm de large. Les boucles de conjugaisons sont la plupart du temps absentes à rares, mais fréquentes à la base des basides,.

## Confusions possibles
T. joachimii se reconnaît grâce à ses sporophores robustes aux couleurs chaudes olivacées à brun jaunâtre, et à ses pied et chapeau mèchuleux,. 
- Tricholoma viridifucatum diffère par son chapeau presque lisse, jaune verdâtre. Il est associé aux feuillus[4],[5].
- T. fucatum, avec lequel T. joachimii a longtemps été confondu, est plus élancé, avec un pied dépassant rarement 15 mm de diamètre, et des couleurs généralement plus sombres sur le chapeau, au moins sur les spécimens matures. Il est associé aux épicéas[4],[5].

## Écologie et répartition
T. joachimii produit des ectomycorhizes sur les pins, notamment le Pin sylvestre et le Pin maritime. Il apprécie les forêts ouvertes et sèches sur sols sableux, riches en minéraux, calcaires et peu profonds. À l'instar de la majorité des Tricholomes, ses poussées ont lieu principalement en automne,.
Rare à très rare en Europe septentrionale, cette espèce est plus fréquente en Europe occidentale, centrale et méridionale,.